# Duo normand 2015
La 34e édition du Duo normand a eu lieu le 27 septembre 2015. La course fait partie du calendrier UCI Europe Tour 2015 en catégorie 1.1.
Elle a été remportée par les deux Belges Victor Campenaerts et Jelle Wallays (Topsport Vlaanderen-Baloise) 27 secondes devant leurs deux compatriotes Dimitri Claeys et Olivier Pardini (Verandas Willems) et 54 secondes devant les Danois Martin Madsen et Mathias Westergaard (Almeborg-Bornholm).

## Présentation

### Équipes
Classé en catégorie 1.1 de l'UCI Europe Tour, le Duo normand est par conséquent ouverte aux WorldTeams dans la limite de 50 % des équipes participantes, aux équipes continentales professionnelles, aux équipes continentales et aux équipes nationales.
Seize équipes participent à ce Duo normand - quatre équipes continentales professionnelles et douze équipes continentales :
| Équipes continentales professionnelles | Équipes continentales professionnelles | Équipes continentales professionnelles |
| Nom de l'équipe                        | Pays                                   | Code                                   |
| -------------------------------------- | -------------------------------------- | -------------------------------------- |
| Bretagne-Séché Environnement           | France                                 | BSE                                    |
| Europcar                               | France                                 | EUC                                    |
| RusVelo                                | Russie                                 | RVL                                    |
| Topsport Vlaanderen-Baloise            | Belgique                               | TSV                                    |

| Équipe continentale      | Équipe continentale | Équipe continentale |
| Nom de l'équipe          | Pays                | Code                |
| ------------------------ | ------------------- | ------------------- |
| Almeborg-Bornholm        | Danemark            | DEN                 |
| Bike Aid A               | Allemagne           | BAI                 |
| Bike Aid B               | Allemagne           | BAI                 |
| CK Banská Bystrica       | Slovaquie           | CKB                 |
| CK Příbram Fany Gastro A | Tchéquie            | PFG                 |
| CK Příbram Fany Gastro B | Tchéquie            | PFG                 |
| Differdange-Losch A      | Luxembourg          | CCD                 |
| Differdange-Losch B      | Luxembourg          | CCD                 |
| Rietumu-Delfin           | Lettonie            | RBD                 |
| Synergy Baku Project     | Azerbaïdjan         | BCP                 |
| Verandas Willems A       | Belgique            | WIL                 |
| Verandas Willems B       | Belgique            | WIL                 |

### Règlement de la course

#### Primes
Les vingt prix sont attribués suivant le barème de l'UCI,. Le total général des prix distribués est de 14 477 €.
| Position | 1er     | 2e      | 3e      | 4e    | 5e    | 6e    | 7e    | 8e    | 9e    | 10e à 20e |
| Prix     | 5 785 € | 2 895 € | 1 445 € | 715 € | 580 € | 433 € | 433 € | 287 € | 287 € | 147 €     |

## Classements

### Classement final
| Classement final | Classement final                    | Classement final  | Classement final             | Classement final  |
|                  | Coureur                             | Pays              | Équipe                       | Temps             |
| ---------------- | ----------------------------------- | ----------------- | ---------------------------- | ----------------- |
| 1er              | Victor Campenaerts Jelle Wallays    | Belgique          | Topsport Vlaanderen-Baloise  | en 1 h 7 min 12 s |
| 2e               | Dimitri Claeys Olivier Pardini      | Belgique          | Verandas Willems A           | + 27 s            |
| 3e               | Martin Madsen Mathias Westergaard   | Danemark          | Almeborg-Bornholm            | + 54 s            |
| 4e               | Sergey Nikolaev Andrey Solomennikov | Russie            | RusVelo                      | + 1 min 20 s      |
| 5e               | Ioánnis Tamourídis Maksym Averin    | Grèce Azerbaïdjan | Synergy Baku Project         | + 2 min 25 s      |
| 6e               | Julien Morice Morgan Lamoisson      | France            | Europcar                     | + 2 min 30 s      |
| 7e               | Krisztián Lovassy Gediminas Kaupas  | Hongrie Lituanie  | Differdange-Losch A          | + 3 min 24 s      |
| 8e               | Stef Van Zummeren Kai Reus          | Belgique Pays-Bas | Verandas Willems B           | + 3 min 31 s      |
| 9e               | Armindo Fonseca Benoît Jarrier      | France            | Bretagne-Séché Environnement | + 3 min 37 s      |
| 10e              | Tomáš Okrouhlický Martin Boubal     | Tchéquie          | CK Příbram Fany Gastro A     | + 4 min 13 s      |
| modifier         |                                     |                   |                              |                   |

### UCI Europe Tour
Ce Duo normand attribue des points pour l'UCI Europe Tour 2015, par équipes seulement aux coureurs des équipes continentales professionnelles et continentales, individuellement à tous les coureurs sauf ceux faisant partie d'une équipe ayant un label WorldTeam. Les points obtenues pour chaque duo sont divisés en deux parts égales
| Position,          | 1er | 2e | 3e | 4e | 5e | 6e | 7e | 8e | 9e | 10e | 11e | 12e |
| Classement général | 80  | 56 | 32 | 24 | 20 | 16 | 12 | 8  | 7  | 6   | 5   | 3   |

## Liste des participants
- Liste de départ complète

| Légende | Légende                                                                    | Légende | Légende                                                    |
| ------- | -------------------------------------------------------------------------- | ------- | ---------------------------------------------------------- |
| Num     | Dossard de départ porté par le coureur sur ce Duo normand                  | Pos     | Position à l'arrivée de la course                          |
|         | Indique un maillot de champion national ou mondial, suivi de sa spécialité | NP      | Indique un coureur qui n'a pas pris le départ de la course |
| AB      | Indique un coureur qui n'a pas terminé la course                           | HD      | Indique un coureur qui a terminé la course hors des délais |

| Topsport Vlaanderen-Baloise TSV | Topsport Vlaanderen-Baloise TSV | Topsport Vlaanderen-Baloise TSV |
| ------------------------------- | ------------------------------- | ------------------------------- |
| Num                             | Coureur                         | Pos                             |
| 1                               | Victor Campenaerts (BEL)        | 1er                             |
| 2                               | Jelle Wallays (BEL)             | 1er                             |
| Directeur sportif : ?           |                                 |                                 |

| Verandas Willems A WIL | Verandas Willems A WIL | Verandas Willems A WIL |
| ---------------------- | ---------------------- | ---------------------- |
| Num                    | Coureur                | Pos                    |
| 11                     | Olivier Pardini (BEL)  | 2e                     |
| 12                     | Dimitri Claeys (BEL)   | 2e                     |
| Directeur sportif : ?  |                        |                        |

| Almeborg-Bornholm ABB | Almeborg-Bornholm ABB     | Almeborg-Bornholm ABB |
| --------------------- | ------------------------- | --------------------- |
| Num                   | Coureur                   | Pos                   |
| 21                    | Martin Madsen (DEN)       | 3e                    |
| 22                    | Mathias Westergaard (DEN) | 3e                    |
| Directeur sportif : ? |                           |                       |

| RusVelo RVL           | RusVelo RVL               | RusVelo RVL |
| --------------------- | ------------------------- | ----------- |
| Num                   | Coureur                   | Pos         |
| 31                    | Sergey Nikolaev (RUS)     | 4e          |
| 32                    | Andrey Solomennikov (RUS) | 4e          |
| Directeur sportif : ? |                           |             |

| Synergy Baku Project BCP | Synergy Baku Project BCP       | Synergy Baku Project BCP |
| ------------------------ | ------------------------------ | ------------------------ |
| Num                      | Coureur                        | Pos                      |
| 41                       | Ioánnis Tamourídis (GRE) (Clm) | 5e                       |
| 42                       | Maksym Averin (AZE) (Clm)      | 5e                       |
| Directeur sportif : ?    |                                |                          |

| Europcar EUC          | Europcar EUC           | Europcar EUC |
| --------------------- | ---------------------- | ------------ |
| Num                   | Coureur                | Pos          |
| 51                    | Julien Morice (FRA)    | 6e           |
| 52                    | Morgan Lamoisson (FRA) | 6e           |
| Directeur sportif : ? |                        |              |

| Differdange-Losch A CCD | Differdange-Losch A CCD       | Differdange-Losch A CCD |
| ----------------------- | ----------------------------- | ----------------------- |
| Num                     | Coureur                       | Pos                     |
| 61                      | Krisztián Lovassy (HUN) (Clm) | 7e                      |
| 62                      | Gediminas Kaupas (LTU)        | 7e                      |
| Directeur sportif : ?   |                               |                         |

| Verandas Willems B WIL | Verandas Willems B WIL  | Verandas Willems B WIL |
| ---------------------- | ----------------------- | ---------------------- |
| Num                    | Coureur                 | Pos                    |
| 71                     | Stef Van Zummeren (BEL) | 8e                     |
| 72                     | Kai Reus (NED)          | 8e                     |
| Directeur sportif : ?  |                         |                        |

| Bretagne-Séché Environnement BSE | Bretagne-Séché Environnement BSE | Bretagne-Séché Environnement BSE |
| -------------------------------- | -------------------------------- | -------------------------------- |
| Num                              | Coureur                          | Pos                              |
| 81                               | Armindo Fonseca (FRA)            | 9e                               |
| 82                               | Benoît Jarrier (FRA)             | 9e                               |
| Directeur sportif : ?            |                                  |                                  |

| CK Příbram Fany Gastro A PFG | CK Příbram Fany Gastro A PFG | CK Příbram Fany Gastro A PFG |
| ---------------------------- | ---------------------------- | ---------------------------- |
| Num                          | Coureur                      | Pos                          |
| 91                           | Tomáš Okrouhlický (CZE)      | 10e                          |
| 92                           | Martin Boubal (CZE)          | 10e                          |
| Directeur sportif : ?        |                              |                              |

| Differdange-Losch B CCD | Differdange-Losch B CCD | Differdange-Losch B CCD |
| ----------------------- | ----------------------- | ----------------------- |
| Num                     | Coureur                 | Pos                     |
| 101                     | Pontus Kastemyr (SWE)   | 11e                     |
| 102                     | Thomas Deruette (BEL)   | 11e                     |
| Directeur sportif : ?   |                         |                         |

| Rietumu-Delfin RBD    | Rietumu-Delfin RBD   | Rietumu-Delfin RBD |
| --------------------- | -------------------- | ------------------ |
| Num                   | Coureur              | Pos                |
| 111                   | Armands Bēcis (LAT)  | 12e                |
| 112                   | Deins Kaņepējs (LAT) | 12e                |
| Directeur sportif : ? |                      |                    |

| Bike Aid A BAI        | Bike Aid A BAI            | Bike Aid A BAI |
| --------------------- | ------------------------- | -------------- |
| Num                   | Coureur                   | Pos            |
| 121                   | Yannick Mayer (GER)       | 13e            |
| 122                   | Jonas-Marc Leefmann (GER) | 13e            |
| Directeur sportif : ? |                           |                |

| CK Příbram Fany Gastro B PFG | CK Příbram Fany Gastro B PFG | CK Příbram Fany Gastro B PFG |
| ---------------------------- | ---------------------------- | ---------------------------- |
| Num                          | Coureur                      | Pos                          |
| 131                          | Martin Hebík (CZE)           | 14e                          |
| 132                          | Lukáš Smola (CZE)            | 14e                          |
| Directeur sportif : ?        |                              |                              |

| Bike Aid B BAI        | Bike Aid B BAI       | Bike Aid B BAI |
| --------------------- | -------------------- | -------------- |
| Num                   | Coureur              | Pos            |
| 141                   | Richard Laizer (TAN) | 15e            |
| 142                   | Timo Schafer (GER)   | 15e            |
| Directeur sportif : ? |                      |                |

| CK Banská Bystrica CKB | CK Banská Bystrica CKB | CK Banská Bystrica CKB |
| ---------------------- | ---------------------- | ---------------------- |
| Num                    | Coureur                | Pos                    |
| 151                    | Jozef Palčák (SVK)     | 16e                    |
| 152                    | Martin Fraňo (SVK)     | 16e                    |
| Directeur sportif : ?  |                        |                        |